# CD155
La CD155 (acronimo di cluster di differenziazione 155), anche chiamata recettore poliovirus è una proteina umana, codificata dal gene PVR.

## Funzione
La CD155 è una glicoproteina transmembrana della superfamiglia delle immunoglobuline Noto comunemente come Recettore Poliovirus (PVR) a causa del suo ruolo nell'infezione di poliovirus nei primati, sebbene la sua funzione fisiologica è la formazione di giunzioni aderenti tra cellule epiteliali. Il ruolo della CD155 nel sistema immunitario non è chiaro, sebbene sembra sia coinvolta nella risposta immunitaria umorale nell'intestino.
Il dominio extracellulare media l'adesione cellulare alla vitronectina presente nella matrice extracellulare, mentre il dominio intracellulare interagisce con la catena leggera della dineina.

## Struttura
La CD155 è una proteina transmembrana con 3 domini extracellulari Ig-like, D1-D3, dove il D1 è quello legato dal poliovirus.
La struttura a bassa risoluzione della CD155 complessata con poliovirus è stata ottenuta al microscopio elettronico mentre la struttura ad alta risoluzione degli ectodomini D1 e D2 è stata ottenuta mediante cristallografia a raggi X.